# Volsted Gridban
Volsted Gridban est le pseudonyme collectif de John Russell Fearn, alias Vargo Statten, et Edwin Charles Tubb, deux auteurs britannique de science-fiction, fantasy et anticipation. 
Ils sont amenés à travailler ensemble au Vargo Statten Science Fiction Magazine (en) et se mettent à écrire sous ce pseudonyme collectif. Entre 1952 et 1954, ils publient de nombreux romans dont deux ont été traduits en France au sein de la collection Fleuve Noir Anticipation en 1955. 

### Romans traduits en français
- L'Autre univers, Fleuve Noir Anticipation, 1955.
- Les Mines du ciel, Fleuve noir anticipation, 1955.